# Gmina Wieliczka
Die Gmina Wieliczka [vʲɛˈlʲiʧka] ist eine Stadt-und-Land-Gemeinde im Powiat  Wieliczka der Woiwodschaft Kleinpolen in Polen. Ihr Sitz ist die gleichnamige Stadt mit etwa 22.500 Einwohnern.
Die Gemeinde grenzt an die Großstadt Krakau. Das Salzbergwerk Wieliczka und das Salzgrafenschloss gehören zum Weltkulturerbe der UNESCO.

## Geschichte
Von 1975 bis 1998 gehörte die Gemeinde zur Woiwodschaft Krakau.

### Städtepartnerschaften
- Bergkamen, Deutschland (seit 1995)
- Saint-André-lez-Lille, Frankreich (1996)
- Sesto Fiorentino, Italien (2003)
- Litovel, Tschechien (2005)

## Gemeinde
Zur Stadt-und-Land-Gemeinde (gmina miejsko-wiejska) gehören neben der Stadt Wieliczka folgende 29 Ortsteile mit einem Schulzenamt:
Brzegi
Byszyce
Chorągwica
Czarnochowice
Dobranowice
Golkowice
Gorzków
Grabie
Grabówki
Grajów
Jankówka
Janowice
Kokotów
Koźmice Małe
Koźmice Wielkie
Lednica Górna
Mała Wieś
Mietniów
Pawlikowice
Podstolice
Raciborsko
Rożnowa
Siercza
Strumiany
Sułków
Sygneczów
Śledziejowice
Węgrzce Wielkie
Zabawa